# Zheng Zhengqiu
Zheng Zhengqiu (xinès simplificat: 郑正秋 )(Shanghai 1889 - 1935) Periodista, crític teatral, dramaturg, guionista i director de cinema xinès. Junt amb Zhang Shichuan s'ha considerat com un dels pares fundadors del cinema de la Xina.

## Biografia
Zheng Zhengqiu va néixer el 25 de gener 1889 a Shanghai (Xina). Fill adoptiu d'un mandarí va fer els estudis secundaris en una escola de Shanghai. Va morir el 16 de juliol de 1935.

#### Trajectòria cinematogràfica: Zheng vs Zhang
La carrera en el món del cinema de Zheng està totalment lligada a la del director Zhang Shichuan quan aquest el va incorporar per posar en marxa la productora Asia Film Company (亚细亚影戏公司), la primera estructura de producció xinesa amb capital estranger creada a Shanghai el 1909  per l'empresari i promotor d’origen ucraines-americà Benjamin Brodsky. Posteriorment Zhang i Zheng es van associar per fundar el primer estudi xinès, la Xinmin Company (新民), que van produir un curtmetratge, "La núvia i el fantasma" (活无常), i una primera pel·lícula de 40 minuts de durada per l’Asia Film ,"Una parella infeliç" (难夫难妻) que ells mateixos van dirigir. Es considera la primera pel·lícula xinesa amb un guió (uns mil caràcters xinesos). Malauradament el film no s’ha conservat i es desconeix el repartiment, format segons algunes fonts, exclusivament per homes que interpretaven tant els papers masculins com els femenins.
El 1916 va fundar amb Zhang i uns altres socis la Huanxian Company (幻仙影片公司) que podia distribuir pel·lícules estatunidenques. També van iniciar la producció de films propis, com "Víctimes de l'opi" (黑籍冤魂), que va dirigir Zhang.

##### Creació de Mingxing
El 1922, un altre cop amb el seu amic Zhang i tres socis més, sobrenomenats "els cinc tigres generals" ("五虎将"), Zhang va fundar una nova empresa: la Mingxing Company (明星影片公司), o Star Motion Picture Company Ltd. a Shanghai.
Inicialment, Mingxing es va centrar en la producció de curts de caràcter còmic, entre els quals s'inclou la pel·lícula xinesa més antiga que es conserva, El romanç d'un venedor de fruita (Laogong zhi aiqing, 1922), també coneguda com Laborer's Love. Dirigida per Zhang Shichuan i guió de Zheng que també hi va interpretar el paper de metgte. Aquestes produccions, no obstant això, aviat es van convertir en llargmetratges i drames familiars, entre els quals s'inclouen L'orfe rescata al seu avi (Gu’er jiuzu ji) del 1923, on alguns crítics han vist la influencia rebuda del director estatunidenc D.W. Griffith, en concret de la pel·lícula Way Down East del 1920 que el 1923 es va exhibir a Shanghai.

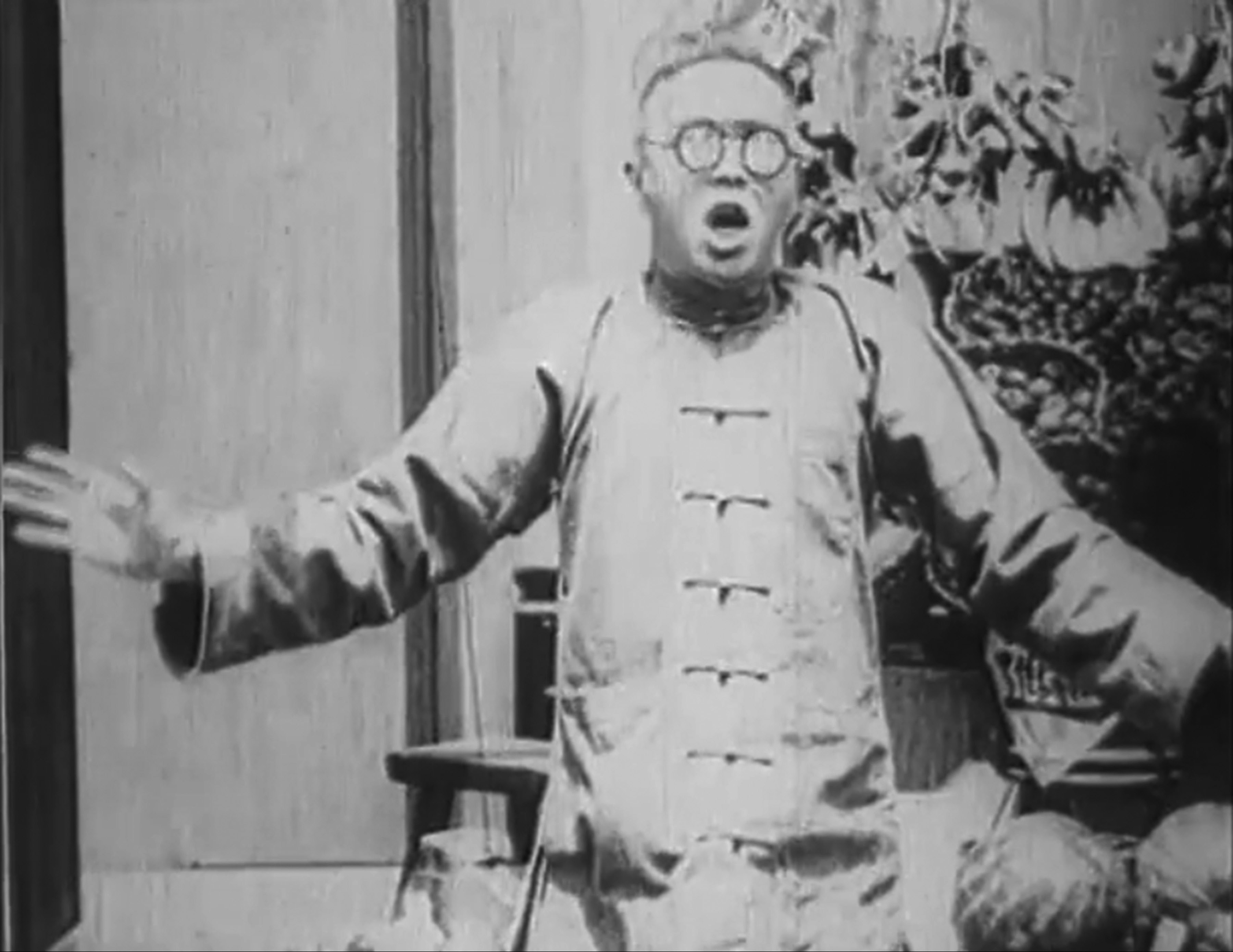
Zheng Zhegu en el personatge del fuster Zheng, de la pel·lícula Laborer's Love, amb ulleres estil Harold Lloyd

Entre altres col·laboradors que van tenir a la productora cal destacar al futur director Cai Chuseng i actrius com Hu Die o Zhou Xuan.
Mingxing es va anar especialitzant en el drama familiar, amb històries sobre les tribulacions de la vida en una societat canviant que tendia a glorificar virtuts confucianes com la castedat femenina i la pietat filial. L'èmfasi de Mingxing en les ideologies tradicionals va situar l'estudi més a prop del moviment literari descrit com literatura o "Escola dels ànecs mandarins i de les papallones” un tipus de ficció escrita en xinès tradicional i amb temes en base a històries d’amor, amb molt d’èxit comercial en el segment de la nova burgesia urbana, amb escriptors populars com Xu Zhenya i Su Manshu. Aquest gènere va ser criticat i titllat de conservador per part dels escriptors sorgits del moviment del quatre de maig, i més tard pels de la Lliga d'Escriptors Esquerrans, coneguts pel seu radical anti-tradicionalisme.
El 1934, un equip de Mingxing, inclosos Zheng i Zhang, van col·laborar a The Classic for Girls (女儿经), una antologia de tint feminista sobre un grup de velles companyes que recorden les seves vides durant un sopar.[1]
L'agost de 1937, va començar la batalla de Shanghai, que va acabar amb l'ocupació de la ciutat per l'exèrcit japonès, a excepció de les concessions estrangeres. Els estudis Mingxing van ser destruïts pels bombardejos japonesos. Van aconseguir salvar materials i el 1940, va codirigir amb Zhang "Three Smiles" (三笑), un melodrama amb l'actriu Zhou Xuan.

## Filmografia destacada
| Any  | Títol xinès    | Títol anglès                                                | Notes                |
| ---- | -------------- | ----------------------------------------------------------- | -------------------- |
| 1922 | 劳工之爱情     | Laborer´s Love                                              | Guionista            |
| 1923 | Gu’er jiuzu ji | An Orphan Rescues His Grandfather (l'Orfe salva el seu avi) | Director             |
| 1931 | 姊妹花         | Twin Sisters                                                | Director             |
| 1934 | 三笑           | Three Smiles                                                | Codirigida amb Zhang |